# Gnome-Deskbar
Gnome-Deskbar es una miniaplicación del escritorio de Linux GNOME que permite lanzar rápidamente aplicaciones y búsquedas en el propio sistema y con motores de búsqueda de internet directamente desde el escritorio. Gnome-Deskbar permite abrir carpetas del disco duro con solo comenzar a escribir su nombre y agiliza el uso de comandos habituales.
- Datos: Q3705977